# Кортанети
Кортанети (груз. კორტანეთი) — село в Грузии, на территории Боржомского муниципалитета края (мхаре) Самцхе-Джавахети.

## География
Село находится на юге центральной части Грузии, на правом берегу Куры, на расстоянии 6 километров (по прямой) к северо-востоку от города Боржоми, административного центра муниципалитета. Абсолютная высота — 769 метров над уровнем моря.

## Население
По результатам официальной переписи населения 2014 года, в Кортанети проживало 333 человека (166 мужчин и 167 женщин). В национальной структуре населения грузины составляли 96,7 %, греки — 0,9 %, русские — 0,9 %, осетины — 0,6 %, украинцы — 0,6 %, армяне — 0,3 %.
| Год  | Население, человек |
| ---- | ------------------ |
| 2002 | 396                |
| 2014 | ↘ 333              |